# Poświętnikowate

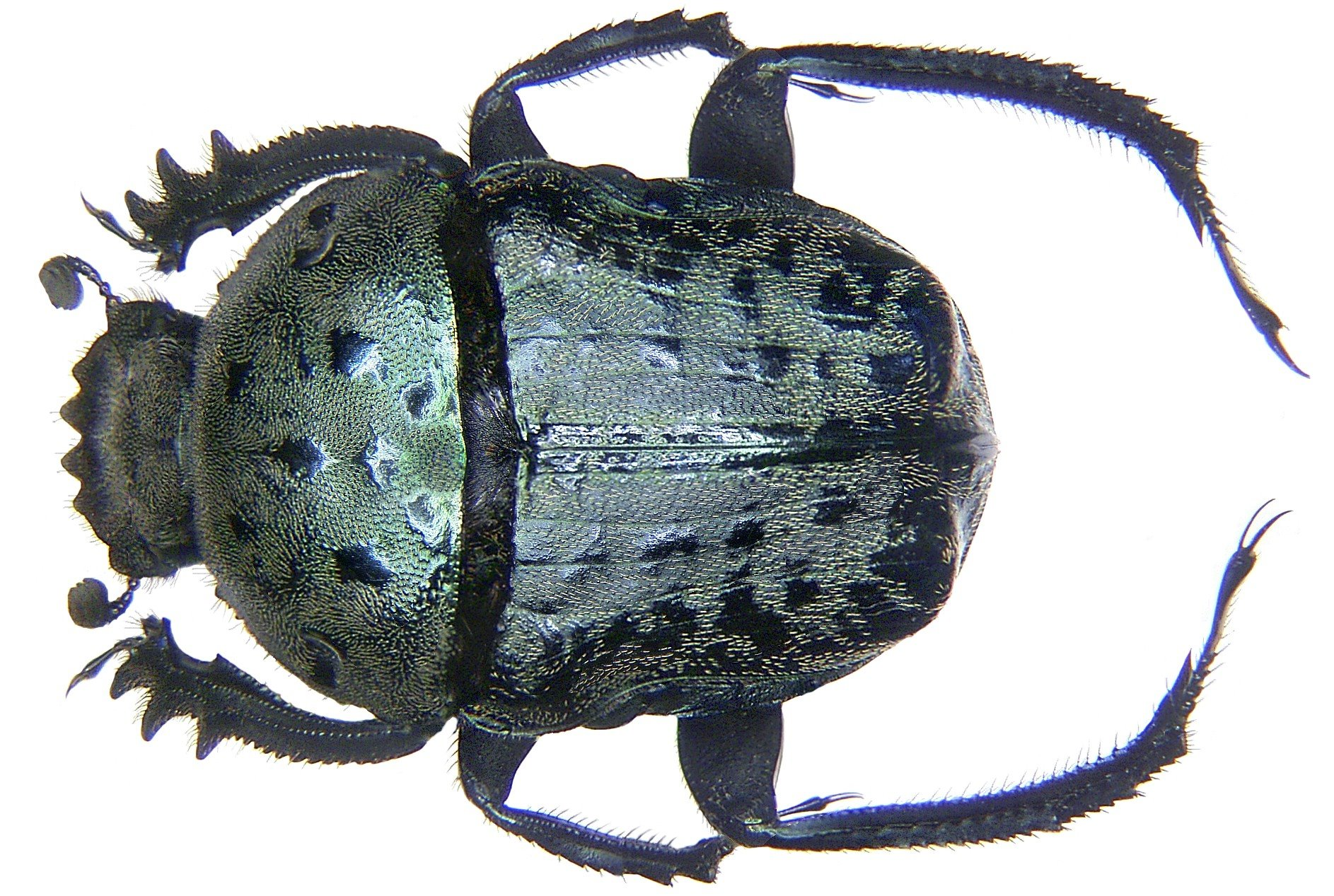
Allogymnopleurus maculosus z podrodziny Scarabaeidae

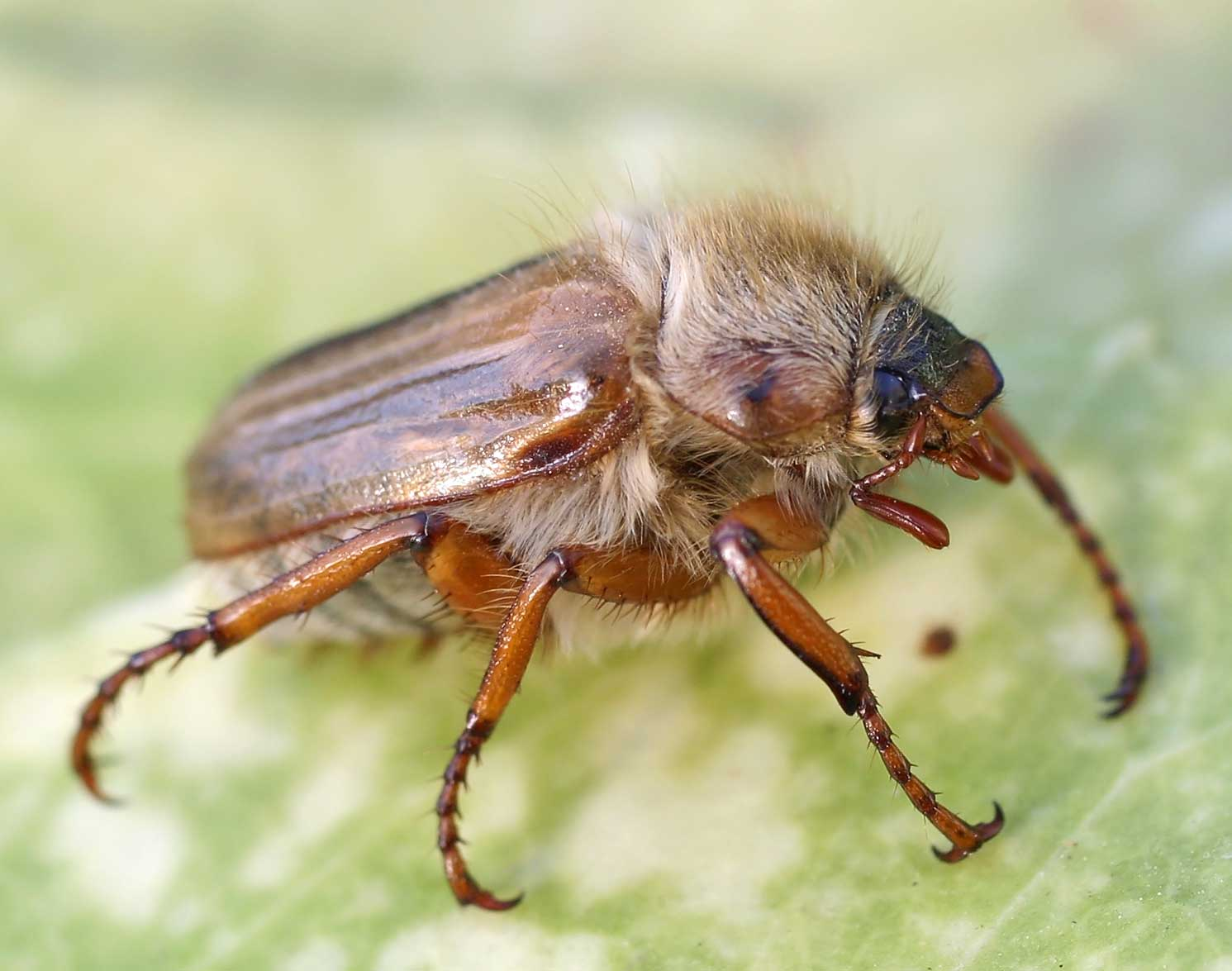
Guniak czerwczyk z podrodziny chrabąszczowatych

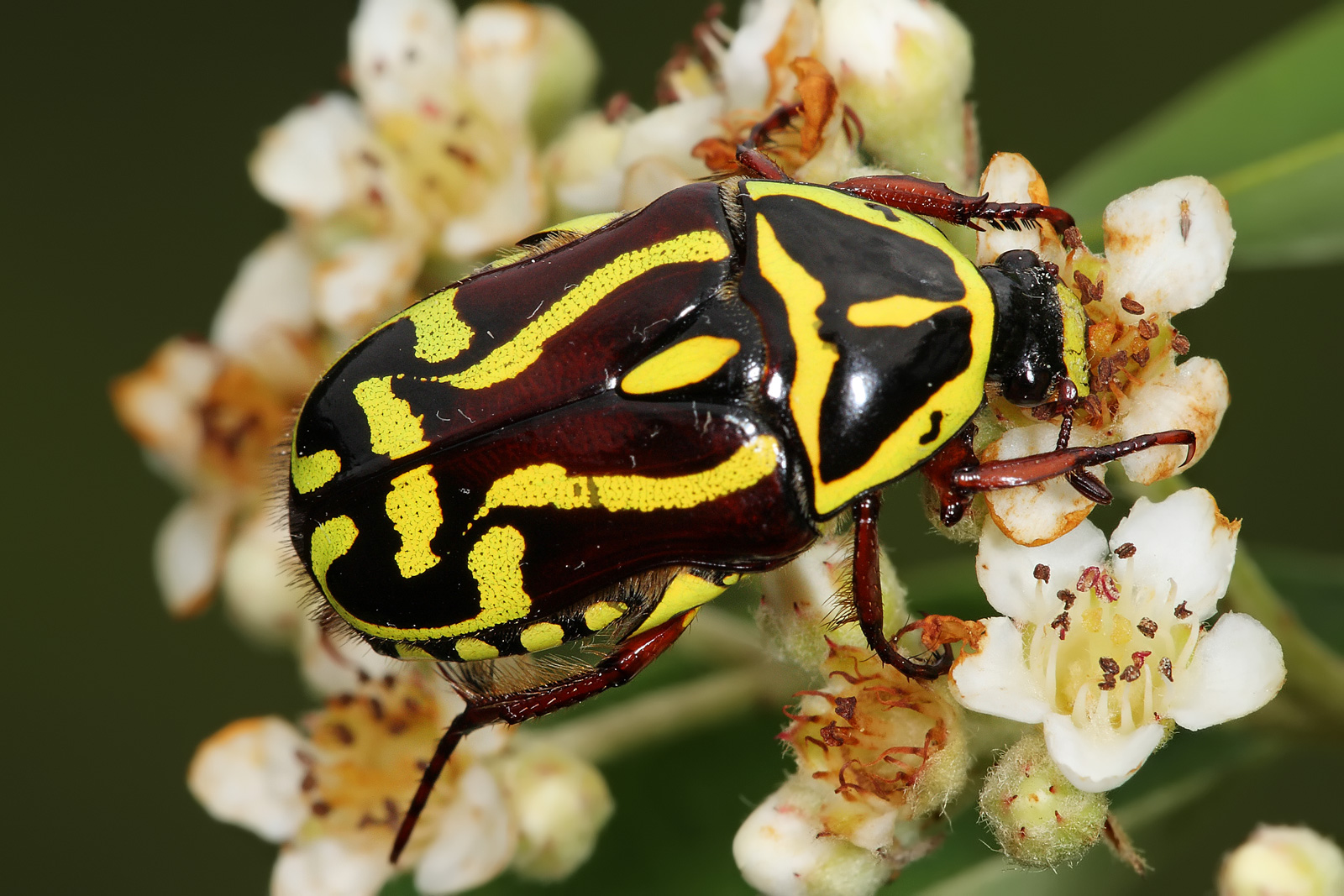
Eupoecila australasiae

Poświętnikowate, żukowate (Scarabaeidae) – rodzina chrząszczy z podrzędu wielożernych. Największa rodzina nadrodziny żukokształtnych.

## Nazewnictwo polskie
W czasach, gdy rodzina Scarabaeidae obejmowała również obecne Geotrupidae, funkcjonowała dla niej polska nazwa żukowate. W związku z wydzieleniem Geotrupidae w osobną rodzinę Bunalski zaproponował stosowanie nazwy żukowate właśnie do Geotrupidae. Uzasadnia to fakt, że polską nazwą rodzaju Geotrupes jest właśnie żuk. Z kolei dla Scarabaeidae w dzisiejszej formie zaleca się stosowanie nazwy poświętnikowate, gdyż polską nazwą rodzaju Scarabaeus jest właśnie poświętnik. Nazwa poświętnikowate dla Scarabaeidae, a żukowate dla Geotrupidae obowiązuje m.in. w wykazie polskich chrząszczy. Niektórzy autorzy stosują jednak wciąż dla Scarabaeidae nazwę żukowate, wprowadzając dla Geotrupidae nową nazwę gnojarzowate.

## Morfologia

### Owad dorosły
Rozmiary ciała tych chrząszczy wahają się od 1,9 mm u Pleurophorus longulus do 160 mm u przedstawicieli rodzaju Goliathus. Kształt ciała może być jajowaty, owalny, prostokątny lub walcowaty. Ubarwienie bywa bardzo różnorodne, u licznych gatunków jest ono jaskrawe, nierzadki jest też metaliczny połysk. Oskórek bywa porośnięty owłosieniem lub łuskami.
Głowa ma narządy gębowe skierowane ku przodowi, rzadziej ku dołowi. Zbudowane z dobrze wykształconych omatidiów (eukoniczne) oczy złożone są częściowo podzielone występem policzka zwanym canthus. Czułki buduje dziesięć, rzadko dziewięć członów, z których od trzech do siedmiu ostatnich formuje buławkę. Ostatni człon czułków jest delikatnie owłosiony (omszony) w podrodzinach plugowatych i Scarabaeinae, zaś nagi w pozostałych grupach. Nadustek w wielu przypadkach zaopatrzony jest w guzy lub rogi. Warga górna zwykle jest dobrze widoczna, niekiedy nawet wystaje przed przednią krawędź twarzy. Żuwaczki bywają rozmaicie wykształcone; niekiedy wystają przed wargę górną. Głaszczki szczękowe zbudowane są z czterech, a głaszczki wargowe z trzech członów.
Przedplecze może przybierać rozmaity kształt i bywa zaopatrzone w guzy lub rogi. Tarczka bywa trójkątna do parabolicznej, płaska do wypukłej, odkryta lub z wierzchu niewidoczna. Forma  pokryw może być płaska lub wysklepiona, a ich powierzchnia może mieć rzędy (rowki) lub nie. W budowie przetchlinek śródtułowia, nasady tylnych skrzydeł oraz ich użyłkowania zaznaczają się autapomorfie rodziny poświętnikowatych. Odnóża mają ukośne lub stożkowate biodra. Zewnętrzne krawędzie goleni przedniej ich pary są podwójnie, potrójnie lub poczwórnie ząbkowane bądź piłkowane i mają ostrogi na wierzchołkach. Golenie pozostałych par mogą być różnie wykształcone (smukłe lub grube) i zaopatrzone są w jedną lub dwie ostrogi. Stopy wyposażone są w empodia i rozmaicie wykształcone pazurki.
Odwłok ma sześć widocznych z zewnątrz sternitów (wentrytów). Funkcjonalne przetchlinki odwłokowe występują w liczbie siedmiu par i mogą być umieszczone na sternitach, błonach pleuralnych lub tergitach zależnie od podrodziny i segmentu. Narządy genitalne samców bywają różnie wykształcone.

### Larwa
Larwami są pędraki o ciele wygiętym w kształt litery „C”, niekiedy nieco garbatym. Czułki ich zbudowane są z czterech członów. Oczka larwalne wykształcone są tylko u niektórych przedstawicieli rohatyńcowatych i kruszczycowatych; u pozostałych podrodzin nie ma ich wcale. Puszka głowowa ma wykształcony szew czołowonadustkowy. W specyficznej budowie wyrostka ekdyzjalnego zaznacza się kolejna autapomorfia rodziny, wskazująca na jej monofiletyczność. Warga górna jest zaokrąglona lub płatowata. Asymetryczne nadgębie również może być zaokrąglone lub płatowate. Szczęki u Scarabaeinae i plugowatych mają żuwki zewnętrzną i wewnętrzną wyraźnie oddzielone, natomiast u pozostałych grup zrastają się one w malę. U większości gatunków na szczękach znajdują się elementy aparatu strydulacyjnego. Odnóża zwykle są pięcioczłonowe, ale w podrodzinie Scarabaeinae są trójczłonowe. Większość gatunków ma je zwieńczone pazurkami. Przetchlinki mają postać sitkowatą.

## Biologia i ekologia
W rodzinie tej spotkać można rozmaite preferencje pokarmowe: koprofagię, padlinożerność, detrytusożerność, saproksylofagię (w tym kariofagię), rozmaite formy fitofagii (np. foliofagię i ryzofagię), a nawet aktywne drapieżnictwo (Deltochilum valgum poluje na dwuparce).

## Różnorodność i zoogeografia
Poświętnikowate są największą rodziną żukokształtnych. Współcześnie obejmują około 30 tysięcy gatunków rozprzestrzenionych na całym świecie. W Polsce występują 143 gatunki.

## Systematyka
Po rewizji podziału chrząszczy na poziomie rodzin z 2011 do poświętnikowatych zalicza się 19 podrodzin, z czego 2 wymarłe:
- †Lithoscarabaeinae Nikolajev, 1992
- Chironinae Blanchard, 1845
- Aegialiinae Laporte, 1840
- Eremazinae Iablokoff-Khnzorian, 1977
- Aphodiinae Leach, 1815 – plugowate
- Aulonocneminae Janssens, 1946
- Termitotroginae Wasmann, 1918
- Scarabaeinae Latreille, 1802
- Prototroginae Nikolajev, 2000
- †Cretoscarabaeinae Nikolajev, 1995
- Dynamopodinae Arrow, 1911
- Phaenomeridinae Erichson, 1847
- Orphninae Erichson, 1847
- Allidiostomatinae Arrow, 1940
- Aclopinae Blanchard, 1850
- Melolonthinae Leach, 1819 – chrabąszczowate
- Rutelinae MacLeay, 1819 – rutelowate
- Dynastinae MacLeay, 1819 – rohatyńcowate
- Cetoniinae Leach, 1815 – kruszczycowate